# Parco del Centenario
Il parco del Centenario (in spagnolo parque Centenario) è un parco pubblico situato nel quartiere Caballito di Buenos Aires, in Argentina.

## Storia

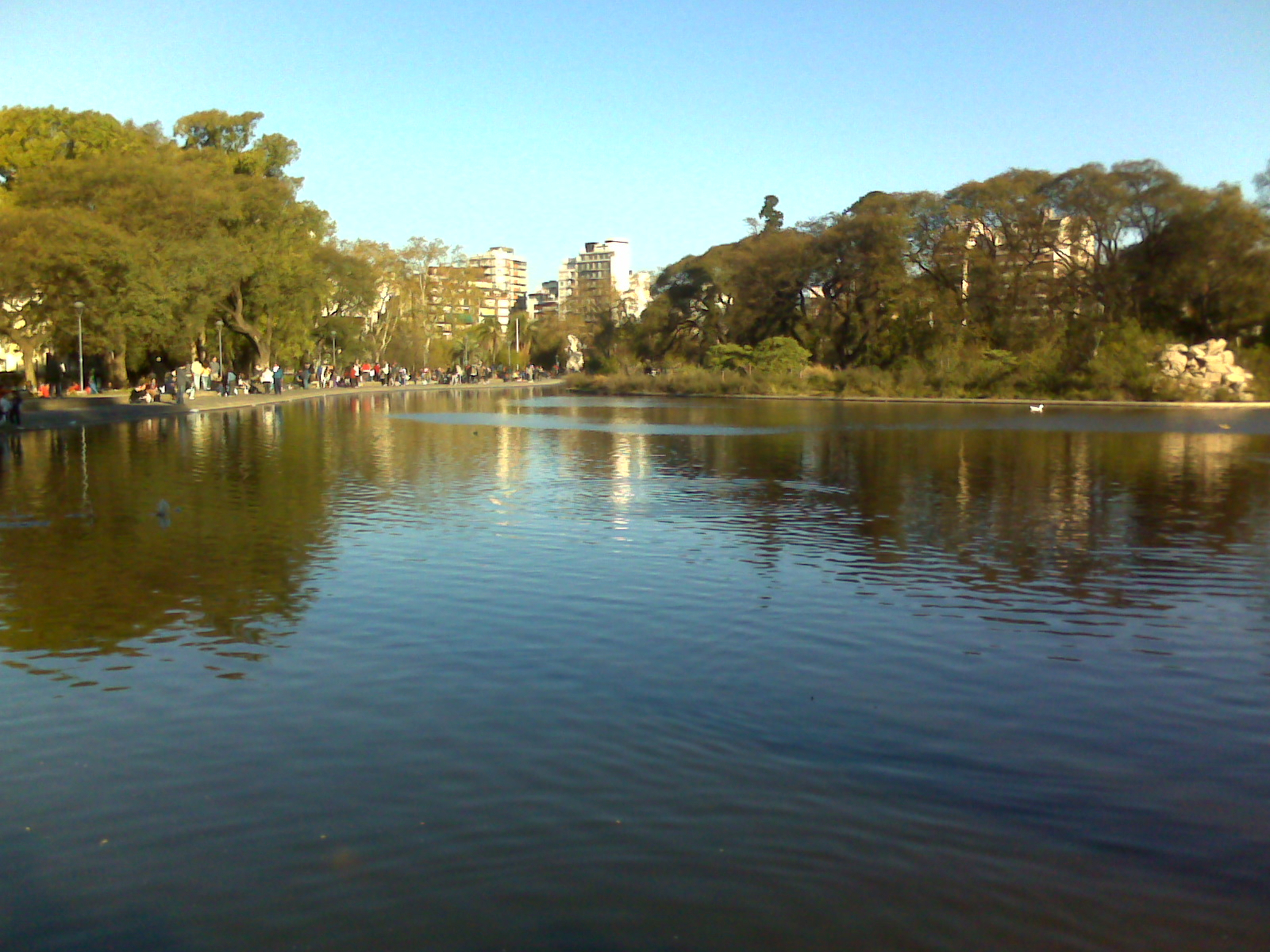
Vista del lago all'interno del parco

Nel 1908 il consiglio comunale di Buenos Aires approvò l'acquisto di un terreno di 10 ettari appartenente al Parmenio Piñero, un muratore locale, allo scopo di creare un "Westside Park" (l'area che all'epoca era vicino ai confini occidentali di Buenos Aires). Il progetto fu affidato all'amministratore dei parchi cittadini, il paesaggista francese Charles Thays, che lo completò nel 1910 in tempo per il centenario della Rivoluzione di Maggio (da cui deriva il nome del parco, Centenario). Thays creò uno spazio verde circolare con una fontana nel mezzo. 

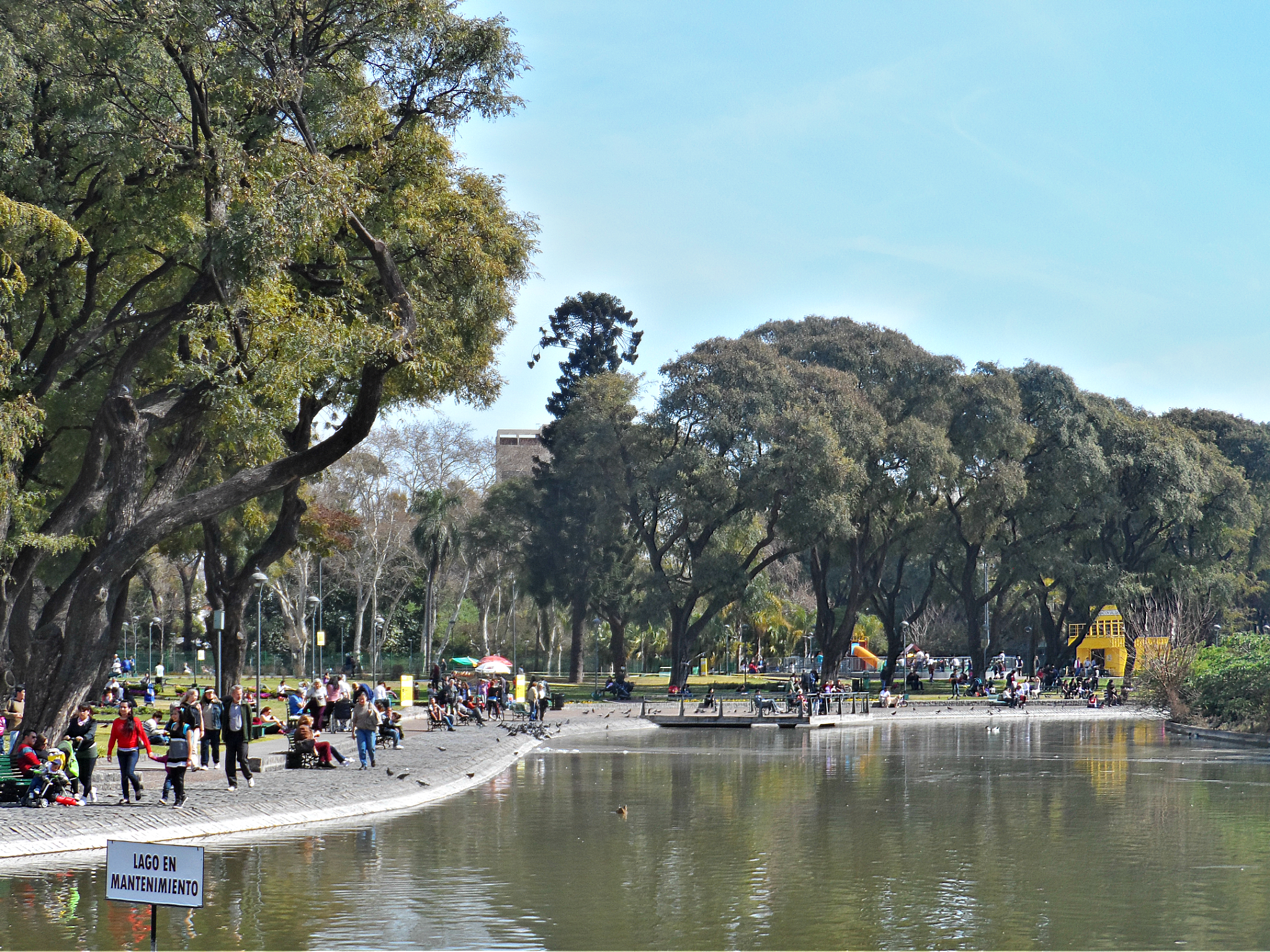

I lotti più esterni al parco furono messi a disposizione di una serie di istituzioni culturali e scientifiche, in particolare l'Istituto Louis Pasteur (fondato nel 1927), l'Istituto oncologico Marie Curie (1931), il Museo di scienze naturali Bernardino Rivadavia che vi si trasferì nel 1937 e l'Associazione Argentina Amici di Astronomia che aprì un osservatorio all'interno del parco nel 1944; nei primi anni 80 furono aperti l'Istituto Leloir - uno dei principali centri di ricerca biotecnologici della nazione - e l'Ospedale Navale Centrale, entrambi di fronte al parco. Nel 1951 il presidente Juan Perón fece sostituire la fontana centrale con un anfiteatro dalla capacità di 20 000 spettatori; la una struttura venne distrutta nel 1959 a causa di un incendio doloso. Durante la fine degli anni 70 il sindaco de facto Osvaldo Cacciatore fece costruire un lago con una superficie di 2000 m² nella sezione centrale del parco, successivamente popolata da anatre, cigni e altri uccelli acquatici. Il perimetro, lungo un chilometro, divenne un percorso per jogging.

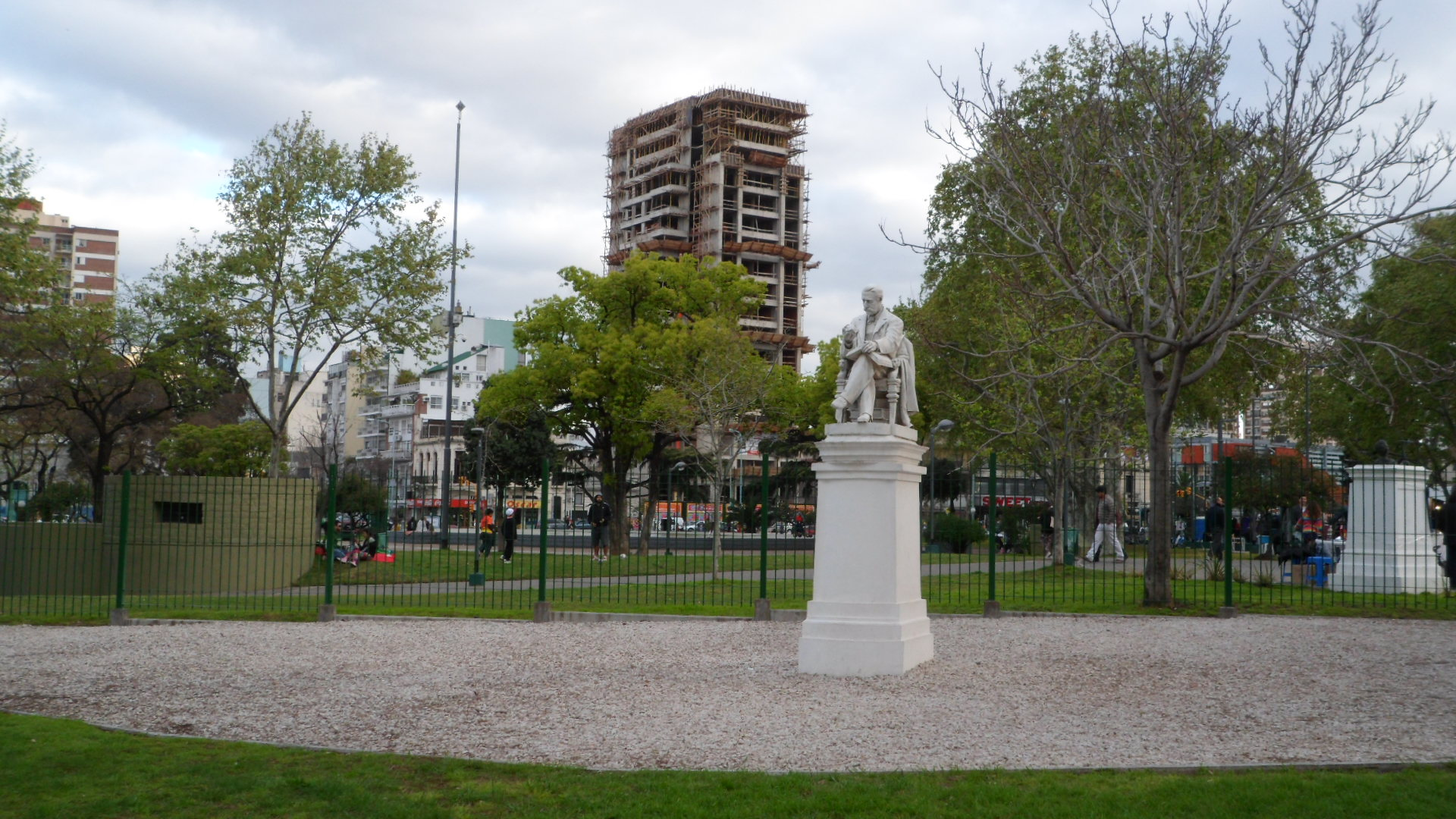

Il parco nel corso degli anni 80 cadde in uno stato di degrado e abbandono, culminato nel 1989 con il furto delle statue in bronzo nudo dello scultore Luis Perlotti. Il sindaco Aníbal Ibarra nel 2005 ha avviato un progetto di restauro per il parco, portando alla ricostruzione dell'anfiteatro, alla ristrutturazione del lago dei cigni e alla creazione di una serie di nuove strutture. I lavori di ristrutturazione del parco si sono conclusi a maggio 2009 e il nuovo anfiteatro da 2 000 posti è stato inaugurato con un'esibizione della City Tango Orchestra.